# Pogonomyrmecini
Tribu
Les Pogonomyrmecini sont une tribu de fourmis, des insectes hyménoptères de la famille des Formicidae, de la sous-famille des Myrmicinae.
Il existe une espèce fossile, Pogonomyrmex fossilis, datant de l'Éocène, trouvée dans la formation de Florissant, dans le Colorado.

## Liste des genres
Selon BioLib (30 novembre 2020) :
- genre Hylomyrma Forel, 1912
- genre Patagonomyrmex Johnson & Moreau, 2016
- genre Pogonomyrmex Mayr, 1868 - genre type

## Publication originale
- (en) Philip S. Ward, Seán G. Brady, Brian L. Fisher et Ted R. Schultz, « The evolution of myrmicine ants: phylogeny and biogeography of a hyperdiverse ant clade (Hymenoptera: Formicidae) », Systematic Entomology, Wiley-Blackwell, vol. 40, no 1,‎ 23 juillet 2014, p. 61-81 (ISSN 0307-6970 et 1365-3113, DOI 10.1111/SYEN.12090).